# Jessica Walter (attrice)
Jessica Walter (New York, 31 gennaio 1941 – New York, 24 marzo 2021) è stata un'attrice e doppiatrice statunitense.

## Biografia
Diplomata presso la High School of the Performing Arts di New York, esordì inizialmente come attrice teatrale. Dopo una prima apparizione al cinema con una parte in Lilith - La dea dell'amore (1964) di Robert Rossen, la Walter ottenne maggiore visibilità ne Il gruppo (1966) di Sidney Lumet e il primo successo con Brivido nella notte (1971), diretto e interpretato da Clint Eastwood, per il quale nel 1972 fu candidata ai Golden Globe come miglior attrice protagonista.
Nel frattempo venne diretta anche da John Frankenheimer in Grand Prix (1966), ancora da Sidney Lumet in Addio Braverman (1968), e da Tom Gries in Number One (1969). Dalla metà degli anni settanta diradò le sue apparizioni al cinema per dedicarsi maggiormente alla televisione e al doppiaggio. Fu coprotagonista della serie televisiva Arrested Development - Ti presento i miei per le 3 stagioni della serie dal 2003 al 2006, riprendendo il suo ruolo anche nel 2013.
È morta nel sonno nella sua casa di New York il 24 marzo 2021, all'età di 80 anni.

## Filmografia parziale

### Attrice

#### Cinema
- Lilith - La dea dell'amore (Lilith), regia di Robert Rossen (1964)
- Il gruppo (The Group), regia di Sidney Lumet (1966)
- Grand Prix, regia di John Frankenheimer (1966)
- Addio Braverman (Bye Bye Braverman), regia di Sidney Lumet (1968)
- Number One, regia di Tom Gries (1969)
- Brivido nella notte (Play Misty for Me), regia di Clint Eastwood (1971)
- Goldengirl - La ragazza d'oro (Goldengirl), regia di Joseph Sargent (1979)
- Flamingo Kid (The Flamingo Kid), regia di Garry Marshall (1984)
- PCU, regia di Hart Bochner (1994)
- L'altra faccia di Beverly Hills (Slums of Beverly Hills), regia di Tamara Jenkins (1998)
- Dummy, regia di Greg Pritikin (2003)
- Mi sono perso il Natale (Unaccompanied Minors), regia di Paul Feig (2006)
- Oltre ogni regola (Bending the Rules), regia di Artie Mandelberg (2012)
- Undercover Grandpa, regia di Érik Canuel (2017)

#### Televisione
- The Nurses – serie TV, 2 episodi (1964)
- Gli inafferrabili (The Rogues) – serie TV, episodio 1x05 (1964)
- Ben Casey – serie TV, episodio 4x01 (1964)
- Assistente sociale (East Side/West Side) – serie TV, episodio 1x22 (1964)
- Il reporter (The Reporter) – serie TV, episodio 1x03 (1964)
- Operazione ladro (It Takes a Thief) – serie TV, episodio 2x21 (1969)
- Natale con i tuoi (Home for the Holidays), regia di John Llewellyn Moxey – film TV (1972)
- Le strade di San Francisco (The Streets of San Francisco) – serie TV, episodi 2x06-5x07 (1973-1976)
- Colombo (Columbo) – serie TV, episodio 3x06 (1974)
- La lunga notte di Entebbe (Victory at Entebbe), regia di Marvin J. Chomsky – film TV (1976)
- Dr. Strange, regia di Philip DeGuere – film TV (1978)
- Magnum P.I. – serie TV, episodio 7x09 (1986)
- La signora in giallo (Murder, She Wrote) – serie TV, episodi 2x03-3x08-11x06 (1984-1994)
- Arrested Development - Ti presento i miei (Arrested Development) – serie TV, 68 episodi (2003-2013)
- 90210 – serie TV, 13 episodi (2008-2009)
- Vi presento i miei (Retired at 35) – serie TV, 20 episodi (2011-2012)
- The Big Bang Theory – serie TV, episodio 4x15 (2011)
- Jennifer Falls – serie TV, 10 episodi (2014)
- NCIS - Unità anticrimine (NCIS) – serie TV, episodi 13x07-14x14 (2015-2017)

### Doppiatrice
- Wildfire – serie TV, 13 episodi (1986)
- I dinosauri (Dinosaurs) – serie TV, 65 episodi (1991-1994)
- Juniper Lee (The Life and Times of Juniper Lee) – serie TV, episodi 2x04-3x13 (2006-2007)
- Alla ricerca della Valle Incantata (The Land Before Time) – serie TV, episodio 1x06 (2007)
- Archer – serie TV, 86 episodi (2009-2021)
- Scooby-Doo! Mystery Incorporated – serie TV, episodio 1x10 (2010)
- Marco e Star contro le forze del male (Star vs. the Forces of Evil) – serie TV, episodi 1x10-2x09-2x19 (2015-2017)

## Doppiatrici italiane
Nelle versioni in italiano dei suoi lavori, Jessica Walter è stata doppiata da:
- Maria Pia Di Meo in Mi sono perso il Natale, Vi presento i miei
- Antonella Giannini in Grownups, Dummy, Undercover Grandpa
- Lorenza Biella in NCIS - Unità anticrimine, The Big Bang Theory
- Marina Tagliaferri in L'immortale, 90210
- Rita Savagnone in Brivido nella notte
- Ada Maria Serra Zanetti in Arrested Development - Ti presento i miei
- Caterina Rochira in Law & Order: Criminal Intent
- Paila Pavese in Law & Order - Unità vittime speciali
- Valeria Valeri in Colombo
- Valeria Falcinelli in La signora in giallo (Joan Fulton)
- Marzia Ubaldi in La signora in giallo (Joyce Holleran)
- Gioietta Gentile in Love Boat

Da doppiatrice è sostituita da:
- Renata Biserni ne I dinosauri
- Stefania Romagnoli in Archer